# Dołuszyce

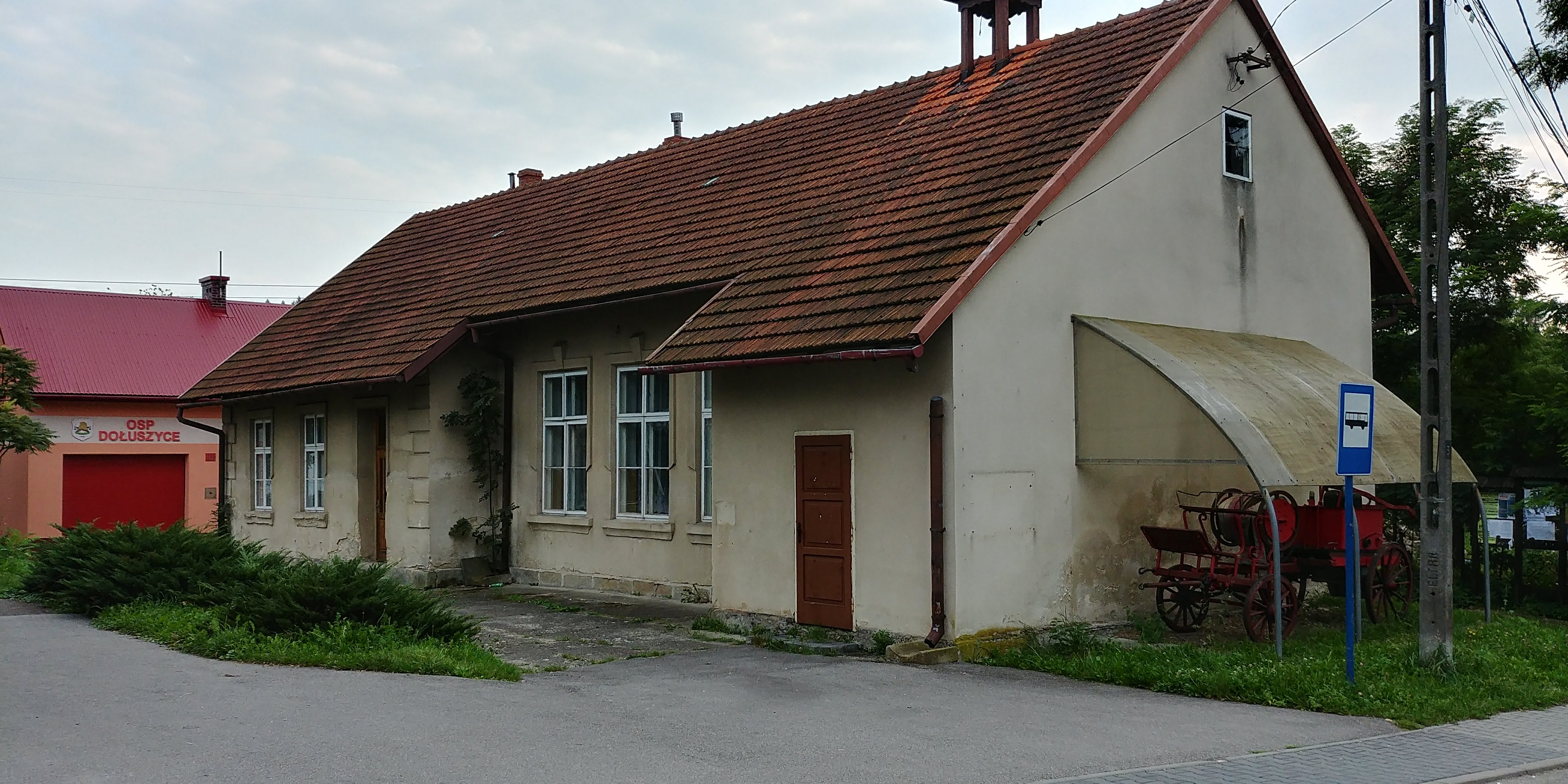
Remiza OSP Dołuszyce

Dołuszyce – osiedle Bochni położone w południowo-zachodniej części miasta. Jest jedną z 14 jednostek pomocniczych Bochni.

## Położenie
Osiedle położone jest w południowo-zachodniej części miasta i sąsiaduje z:
- od północy: osiedlem Kolanów
- od południa: Kopalinami, Pogwizdowem
- od wschodu: osiedlem Kurów
- od zachodu: Łapczycą.

## Nazwa
Według miejscowych legend, nazwa ma pochodzić od znanego zbójnika Szyca, który właśnie tutaj miał mieć swoją kryjówkę. W rzeczywistości nazwa pochodzi od osoby imieniem Dołusz, która najprawdopodobniej była założycielem wsi.

## Historia
Pierwsza wzmianka o Dołuszycach pochodzi z 1242 roku z dokumentów księcia Konrada Mazowieckiego. Na początku XV wieku, właścicielem został Mikołaj Kurowski. Następnie zarządcą stał się Piotr Kurowski, a po jego śmierci, podobnie jak Kurów, przejęli Pileccy. Później po długich sporach majątkowych wsią zawładnęli Cystersi z Wąchocka.
W 1552 roku Dołuszyce przeszły pod panowanie Piotra Kmity i osób panujących na Zamku w Wiśniczu.
Do rozwoju wsi przyczynił się Lucjan Rydel, który wiele razy odwiedzając Dołuszyce, zostawiał dom otwarty dla gości i rodziny.
Mieści się tu również remiza strażacka z początku XX wieku.

## Komunikacja
- 965 – Droga wojewódzka nr 965
- przebiegają tędy linie autobusowe BZK o numerze 9[5] oraz RPK o numerach: 2, 9 i 12[6]